# 亞洲電影大獎學院
亞洲電影大獎學院創辦於2013年11月，由香港國際電影節、東京國際電影節及釜山國際電影節亞洲三大國際電影節共同創立，旨在推廣及促進亞洲電影、培育區內電影人才、以及拓展電影觀眾群。總部設於香港，現任主席為王英偉太平紳士。

## 亞洲電影大獎
亞洲電影大獎於2007年創辦，為亞洲電影大獎學院一年一度舉辦之活動，旨在表揚傑出的亞洲電影作品和人才，並展示亞洲電影界的多元文化和活力。

## 全年活動

### 大師班系列
學院過去在世界各地包括英國、夏威夷、波蘭華沙、日本東京等地舉辦多次大師班系列，希望將亞洲電影文化推廣至世界各地。過往主講的嘉賓包括梁朝偉、洪金寶、杜琪峯、吳宇森、陳果、關錦鵬、鄭佩佩、程小東、張婉婷等出色的電影工作者。

### 學生電影節觀摩團
為培養更多未來的電影工作者，學院亦定期舉辦學生電影節觀摩團，學生會隨學院參與亞洲各大影展，與世界各地的電影工作者進行交流。過往參加的影展包括東京國際電影節、釜山國際電影節及台灣金馬國際影展。學院會邀請當地的著名電影人擔任學生大使與學生交流，過去擔任學生大使的電影人包括台灣演員鄭人碩、安心亞，韓國演員李廷鎮，香港新晉演員顏卓靈等。

### 電影專才海外訓練計劃
由創意香港及電影發展基金資助，學院會聯同香港及海外不同電影相關機構舉辦「電影專才海外訓練計劃」，培育不同崗位的未來電影人。合作機構包括德國著名視覺效果及動畫製作公司Trixter、意大利電影底片復修廠 L'Immagine Ritrovata Film Lab、香港百老匯電影中心、香港亞洲電影節協會、德國著名視覺效果公司The Post Republic等。

### 亞洲電影巡迴放映
亞洲電影大獎學院與世界各地不同國際電影節合作，舉辦亞洲電影巡迴放映，旨在推廣亞洲電影到世界各地。過往合作影展包括英國電影和電視藝術學院（BAFTA）、夏威夷國際電影節、香港亞洲電影節、華沙五味電影節、印度喀拉拉國際電影節等。

### 香港電影巡禮
自2021年起，已在新加坡、吉隆坡、金邊、曼谷、峇里省及雅加達等地舉行活動，包括電影放映、映後分享活動、講座等。過往合作機構包括Singapore Film Society、嘉通院线、Balinale、Westec Media Limited等。

## 董事會成員[21]及辦公室成員[21]
董事會成員
- 王英偉博士（香港國際電影節協會主席）
- 林建岳博士（寰亞傳媒集團有限公司主席）
- 椎名保先生（東京國際影視展（TIFFCOM）行政總監、日本電影發行協會副會長）
- 安藤裕康先生（東京國際電影節主席）
- 汪長禹先生（沙龍電影有限公司主席）
- 李庸觀先生（釜山國際電影節主席）

辦公室成員
- 高思雅 (顧問)
- 連佩蔙 (行政總監)

## 外部連結
- 亞洲電影大獎學院官方網頁 （页面存档备份，存于）（繁體中文）（简体中文）（日語）（英文）
- 亞洲電影大獎學院的Instagram帳戶
- 亞洲電影大獎學院的Facebook專頁
- 亞洲電影大獎學院的新浪微博
- 亞洲電影大獎學院的X（前Twitter）
- YouTube上的亞洲電影大獎學院頻道